# Joséphine Serre
Pour les articles homonymes, voir Serre (homonymie).
Joséphine Serre est une actrice française, née le 14 décembre 1982 dans le 11e arrondissement de Paris.  Elle est principalement connue pour avoir joué Babou, la fille cadette de Julie Lescaut, de 1992 à 2004. Elle est également autrice et metteuse en scène pour le théâtre.

## Biographie
Joséphine Serre commence sa carrière très jeune. À 9 ans, elle joue dans La Crise de Coline Serreau, au cinéma et joue aussi à la télévision dans Papa et rien d'autre aux côtés d'Isabel Otero.  Mais c'est surtout son rôle de Babou dans Julie Lescaut qui la fera connaître, à partir de 1992. Pendant 13 ans, elle incarnera la fille cadette de la commissaire jouée par Véronique Genest, aux côtés de sa « grande sœur » Jennifer Lauret. En 2004, elle arrête son rôle dans Julie Lescaut et étudie l'histoire de l'art et l'archéologie. Rôle qu'elle reprendra pour l’ultime épisode de la série Mère et filles, diffusé en 2014. Parallèlement à la série, on la voit dans de nombreux téléfilms et série mais aussi au cinéma.
Collégienne au lycée Jean-Baptiste-Say, elle étudie également le théâtre et à l'écriture théâtrale. En 2005, elle crée sa propre compagnie théâtrale, L'Instant propice, dans le but de mettre en scène son texte Les Enclavés pour lequel elle a obtenu une bourse d'encouragement du ministère de la culture.
Ses apparitions à la télévision sont plus rares depuis le milieu des années 2000.  Elle tient cependant le rôle principal de Ma fille est innocente, récompensé au Festival de la fiction TV de La Rochelle en 2007.  En 2013, elle déclare au magazine Oops : « Je ne sais pas pourquoi je n'ai pas tourné depuis cinq ans, je me pose la question. Et je le regrette. Parce que moi, je n'ai jamais décidé de ne plus faire de la télé. »  Après l'ultime épisode de Julie Lescaut, on la revoit dans un épisode du Sang de la vigne, en 2015.
Son frère aîné, Volodia, et ses sœurs, Léopoldine et Alexandrine, sont également acteurs.

## Filmographie
Sauf indication contraire, les informations mentionnées dans cette section peuvent être confirmées par la base de données cinématographiques IMDb,  présente dans la section « Liens externes ».

### Cinéma
- 1992 : La Crise de Coline Serreau : Camille
- 1994 : Cache cash de Claude Pinoteau : Lisa
- 1995 : Le Nouveau Monde d'Alain Corneau : Marie-José Vire jeune
- 1995 : La Fenêtre ouverte (court métrage) de Jean-Luc Gaget : Aurore
- 1996 : Jane Eyre de Franco Zeffirelli : Adèle
- 1997 : La Divine Poursuite de Michel Deville : La petite fille aux jumelles
- 2003 : Poulet cocotte (court métrage) de Vincent Solignac et Martial Vallanchon : Anna
- 2004 : La Première Fois que j'ai eu 20 ans de Lorraine Lévy : Myriam
- 2004 : Tarif unique (court métrage) d'Alexandre Coffre

### Télévision
- 1992 : Papa et rien d'autre de Jacques Cortal : Juliette
- 1992 - 2004 : Julie Lescaut, série créée par Alexis Lecaye, saisons 1 à 14 : Élisabeth Lescaut, dite Babou
- 1993 : L'Homme dans la nuit de Claude Boissol
- 1993 : Grossesse nerveuse de Denis Rabaglia : La pyromane
- 1993 : La Lettre inachevée de Chantal Picault : Clothilde
- 1994 : Le Fils du cordonnier, mini-série écrite et réalisée par Hervé Baslé : Mélanie à 13 ans[réf. nécessaire]
- 2001 : L'Emmerdeuse, épisode L'Emmerdeuse réalisé par Michaël Perrotta : Mouche Lafarge
- 2002 : Femmes de loi, épisode Un amour de jeunesse réalisé par Laurent Carcélès : Sophie Vallemore
- 2002 : L'Année des grandes filles de Jacques Renard : Ninon
- 2003 : Sami, le pion, épisode Rumeur, réalisé par Patrice Martineau : Alexia Andrieux
- 2003 : Sand... George en mal d'Aurore de Françoise-Renée Jamet et Laurent Marocco : Aurore Dupin (future George Sand)[12]
- 2004 : Du côté de chez Marcel de Dominique Ladoge : Garance
- 2007 : Ma fille est innocente de Charlotte Brändström : Juliette
- 2008 : La Mort dans l'île de Philippe Setbon : Sasha Sarafian
- 2013 : Julie Lescaut, épisode Mère et filles (dernier épisode de la série) réalisé par René Manzor : Élisabeth Lescaut, dite Babou
- 2015 : Le Sang de la vigne, épisode Ne tirez pas sur le caviste réalisé par Aruna Villiers : Julia Huguenin

### Doublage
- 2018 : L'Enfant que l'on m'a volé : Aubrey (Paris Smith)